# Podatek regresywny

Przebieg funkcji średniej stawki dla podatku kapitacyjnego (regresywnego)

Podatek regresywny – podatek procentowy, którego stawka maleje wraz ze wzrostem dochodu. Stanowi przeciwieństwo podatku progresywnego. 
Tego typu podatki były stosowane w XIX-wiecznej Europie i Stanach Zjednoczonych. W założeniu podatek taki ma zachęcać obywateli do bogacenia się, a inwestorów do inwestowania.